# Kerk van het Apostolisch Genootschap (Sittard)
De Kerk van het Apostolisch genootschap is een kerkgebouw te Sittard, gelegen aan Kromstraat 8 in de wijk Ophoven.
Dit gebouw wordt benut door Het Apostolisch Genootschap en oogt als een bakstenen schoolgebouw onder zadeldak. Het werd ontworpen door B.A. Schinkel en gebouwd in 1955.
De kerkzaal, die 200 gelovigen kan bevatten, is sober van inrichting. Tegen de wand van de liturgische ruimte hangt een kunstwerk, dat het embleem van het Genootschap verbeeldt.